# أشلي كامينز
أشلي كامينز (بالإنجليزية: Ashley Cummins)‏ هي فنانة الدفاع عن النفس أمريكية، ولدت في 2 أغسطس 1987 في سانت لويس في الولايات المتحدة.

## وصلات خارجية
- أشلي كامينز على موقع شيردوغ (الإنجليزية)
- أشلي كامينز على موقع Tapology.com (الإنجليزية)
- أشلي كامينز على موقع إي إس بي إن (الإنجليزية)
- أشلي كامينز على موقع IMDb (الإنجليزية)